# Paolo Lamberto D’Allègre
Paolo Lamberto D’Allègre (* 17. Oktober 1751 in Turin; † 6. Oktober 1821 in Pavia) war ein römisch-katholischer italienischer Geistlicher.

## Leben
Paolo Lamberto D’Allègre wurde 1751 in Turin geboren. Er wurde am 24. September 1774 zum Diakon und am 11. März 1775 zum Priester geweiht. Er gehörte zum Bistum Novara, wurde dort Domkanoniker und 1797 Generalvikar.
Papst Pius VII. ernannte ihn am 18. September 1807 zum Bischof von Pavia. Antonio Codronchi, Erzbischof von Ravenna, weihte ihn am 1. November 1807 im Mailänder Dom zum Bischof. Mitkonsekratoren waren Eugenio Giovanni Battista Giuseppe Crina OFMObs und Carlo Rovelli (Bischof) OB, Bischof von Como.
Mit der päpstlichen Bulle Paternae charitatis wurden 1817 die Pfarreien des Oltrepò an das Bistum Tortona abgetreten und sechzig Pfarreien der Lomellina gingen an das Bistum Vigevano über, wodurch er zwei Drittel der wirtschaftlichen Einkünfte des Bistums verlor. Außerdem wurde festgelegt, dass nach seinem Tod das Bistum Pavia zur Kirchenprovinz Mailand gehören sollte. Außerdem entzog der Heilige Stuhl ihm den Titel eines Titularerzbischof von Amasea.